# Caulolatilus hubbsi
Caulolatilus hubbsi is een  straalvinnige vissensoort uit de familie van tegelvissen (Malacanthidae). De wetenschappelijke naam van de soort is voor het eerst geldig gepubliceerd in 1978 door Dooley.
De soort staat op de Rode Lijst van de IUCN als niet bedreigd, beoordelingsjaar 2009.